# Le Sens de la vie (chanson)
Pour les articles homonymes, voir Le Sens de la vie (homonymie).
Singles de Tal
Waya Waya
(2011) Je prends le large
(2012)
Pistes de Le Droit de rêver
Waya Waya Oublie
Le Sens de la vie est une chanson de la chanteuse franco-israélienne Tal sorti le 30 janvier 2012 sous le label Warner Music France. Il s'agit de son 3e single extrait de son premier album studio Le droit de rêver (2012). Les paroles ont été écrites par Serge Mounier et Laetitia Vanhove, la musique composée par Laura Marciano et Simon Caby, Le Sens de la vie produit par le groupe Eau de Gammes. 

Le single atteint le top 5 en France la semaine du 19 mars 2012 et la 3e place en Belgique (Wallonie).
Plus de 100 000 singles (115,750 exactement) ont été vendus à ce jour.

## Clip vidéo
Le clip vidéo sort le 23 février 2012 sur le site de partage YouTube sur le compte officiel de la chanteuse. D'une durée de 3 minutes et 34 secondes, le clip a été visionné plus de 14 millions de fois en cinq mois. On y voit la chanteuse se promener dans les rues de New York, s'entrainer à danser, faire un jogging dans les rues de Manhattan et New York. Le clip a été réalisé par Reynald Cappuro.
Quatre jours plus tard, une version du clip avec la collaboration du rappeur marseillais l'Algérino est également mise en ligne.

## Liste des pistes
Promo - CD-Single
1. Le sens de la vie - 3:32

## Performances et interprétations
Interprétations
La chanson a été interprétée lors de la première partie du concert de Christophe Maé le 28 juin 2011 au Casino de Paris et lors de la première partie d'Alicia Keys le 11 juin 2011 au Palais de Congrès. Le 25 mars 2012, Tal interprète Le Sens de la vie dans l'émission de Michel Drucker Vivement dimanche. Le 27 février 2012, pour Goom Radio. Le 10 avril, elle l'interprète lors de la finale de la première saison de The Voice Belgique.
Reprises
La chanson a été reprise par Keenan Cahill.

## Performance dans les hit-parades
| Classement (2012)                       | Meilleure position |
| --------------------------------------- | ------------------ |
| France (SNEP)                           | 4                  |
| France (Airplay)                        | 4                  |
| France (TV)                             | 1                  |
| Belgique (Wallonie Ultratop 50 Singles) | 1                  |

| Position | 36 | 34 | 30 | 25 | 14 | 9 | 8 | 4 | 6 |

| Position | 47 | 37 | 25 | 25 | 26 | 6 | 3 |

## Certifications
| Pays   | Organisme | Certification |
| ------ | --------- | ------------- |
| France | SNEP      | Or            |